# Conte di Craven
Il titolo nobiliare di Conte di Craven fa parte della Contea di York e prende il nome da Craven, nel North Yorkshire.
Esso fu creato due volte. La prima creazione, nella Paria di Inghilterra, risale al 1664.
La seconda, nella Paria del Regno Unito, risale al 1801.

## Storia
Nel 1664 il soldato William Craven (1608–1697), figlio primogenito di Sir William Craven, Lord Mayor of London nel 1610, fu creato I barone Craven e allo stesso tempo visconte Craven di Uffington nella Contea del Berkshire. 
Entrambi i titoli furono creati con lascito ai suoi parenti Sir William Craven e Sir Anthony Craven.
Craven era già stato creato nel 1627 barone Craven, di Hamstead Marshall nella Contea del Berkshire, con lascito ai suoi fratelli John (successivamente barone Craven di Ryton) e Thomas. 
Nel 1665 fu creato anche barone Craven, di Hamstead Marshall nella contea di Berkshire, con lascito al suo parente Sir William Craven, il figlio di Thomas Craven, che era il fratello del suddetto Sir Anthony Craven. Thomas Craven era il nipote di Henry Craven, fratello del suddetto Sir William Craven, padre del primo conte.
Alla morte del conte di Craven avvenuta nel 1697, la baronia del 1627, il viscontado e la contea si estinsero.
Comunque, nella baronia del 1665 gli successe, grazie al lascito speciale, il suo parente William Craven, II barone. 
Lord Craven prestò servizio come Lord Lieutenant del Berkshire. 
Alla morte del suo figlio minore, il IV barone, la linea del II barone si estinse.
Al IV barone, succedette il suo primo cugino, il V barone, che era figlio dell'onorevole John Craven, fratello minore del II barone. Lord Craven in precedenza aveva rappresentato il Warwickshire nella Camera dei comuni. Alla sua morte, il titolo passò al nipote, il VI barone, figlio del reverendo John Craven, che prestò servizio come Lord Lieutenant del Berkshire.
Il suo figlio primogenito, il VII barone e I conte, fu un maggiore generale dell'Esercito e prestò servizio anche come Lord Lieutenant del Berkshire. 
Nel 1801, egli fu creato visconte Uffington, nella contea del Berkshire, e conte di Craven, nella Contea di York, nella Paria del Regno Unito. Si sposò con Harriette Wilson.
Il titolo di cortesia del figlio primogenito del conte è visconte Uffington.
L'attuale sede della famiglia è Hawkwood House, vicino a Waldron (East Sussex). Tra le precedenti sedi vi erano Hamstead Marshall Park and Lodge e Ashdown Park nel Berkshire e Coombe Abbey nel Warwickshire. 
William Craven, VI barone Craven, edificò Craven Cottage nel 1780, poi divenuta la sede del Fulham.
Un altro membro della famiglia Craven fu il viaggiatore Keppel Richard Craven. Egli era il terzo e più piccolo figlio del VI barone Craven.
Louisa, contessa di Craven, moglie del primo conte dopo la II creazione del 1801, era un'attrice molto nota.

## Lista dei conti e dei baroni di Craven

### Conti di Craven, Prima Creazione (dal 1664 al 1697)
- William Craven, I conte di Craven, I barone Craven (1608–1697)

### Baroni Craven (dal 1626 fino al ripristino nel 1801)
- William Craven, II barone Craven (1668–1711)
- William Craven, III barone Craven (1700–1739)
- Fulwar Craven, IV barone Craven (d. 1764)
- William Craven, V barone Craven (1705–1769)
- William Craven, VI barone Craven (1738–1791)
- William Craven, VII barone Craven (1770–1825) (creato conte di Craven nel 1801)

### Conti di Craven, Seconda Creazione (1801)
- William Craven, I conte di Craven (1770–1825)
- William Craven, II conte di Craven (1809–1866)
- George Grimston Craven, III conte di Craven (1841–1883)
- William George Robert Craven, IV conte di Craven (1868–1921)
- William George Bradley Craven, V conte di Craven (1897–1932)
- William Robert Bradley Craven, VI conte di Craven (1917–1965)
- Thomas Robert Douglas Craven, VII conte di Craven (24 agosto 1957–22 ottobre 1983). Era il figlio primogenito del VI conte. Fu appuntato visconte Uffington fino al 1965, quando succedette al padre a capo della contea.

Si suicidò nella casa della madre nel 1983.
Lasciò un'eredità al suo figlio illegittimo Thomas Nicholson, mentre il titolo di conte passò a suo fratello Simon Craven, che divenne l'VIII conte di Craven. La tenuta di Craven a Hamstead Marshall fu venduta dopo la sua morte.
- Simon George Craven, VIII conte di Craven (1961–1990). II figlio del VI conte e fratello minore del VII conte, era un allievo infermiere che perì in un incidente stradale nel 1990.
- Benjamin Robert Joseph Craven, IX conte di Craven (nato nel 1989). Questi è l'unico figlio dell'VIII conte e gli succedette nel titolo come neonato.

L'erede presuntivo è il tenente comandante Rupert José Evelyn Craven (nato nel 1926), cugino dell'attuale detentore e per tre volte rimosso dal ruolo di legittimo erede.
Egli è il figlio del maggiore Robert Cecil Craven, secondo figlio del III conte ed è attualmente l'unico erede al titolo di conte.